# Artturi Lehkonen
Artturi Aleksanteri Lehkonen (* 4. Juli 1995 in Piikkiö) ist ein finnischer Eishockeyspieler, der seit März 2022 bei der Colorado Avalanche in der National Hockey League unter Vertrag steht. Mit dem Team gewann der linke Flügelstürmer in den Playoffs 2022 den Stanley Cup. Zuvor verbrachte er knapp sechs Jahre bei den Canadiens de Montréal.

## Karriere
Artturi Lehkonen wurde in Piikkiö in eine Eishockey-Familie geboren, so waren sein Vater Ismo und sein Onkel Timo jeweils selbst professionelle Eishockeyspieler und spätere -trainer. In seiner Jugend spielte Artturi Lehkonen für die Nachwuchs-Abteilungen des Turun Palloseura, kurz TPS, in der nur wenige Kilometer von seinem Heimatort entfernten Großstadt Turku. Nachdem er für die U20 von TPS Turku in der Saison 2011/12 auf 54 Scorerpunkte in 40 Spielen gekommen war, debütierte er wenig später für die Herren-Mannschaft des Klubs in der SM-liiga, der höchsten finnischen Liga. Dort absolvierte er 18 Spiele und verzeichnete je zwei Tore und Vorlagen. Im Anschluss wurde er im KHL Junior Draft 2012 in der zweiten Runde an 57. Position vom SKA Sankt Petersburg ausgewählt.
Im Vorfeld der Saison 2012/13 wechselte Lehkonen innerhalb der Liga zu Kalevan Pallo (KalPa), für die er in der folgenden Spielzeit 30 Punkte in 45 Spielen erzielte und in der Folge als Rookie des Jahres der SM-liiga ausgezeichnet wurde. Ferner wurde er im NHL Entry Draft 2013 in der zweiten Runde an 55. Stelle von den Canadiens de Montréal und beim CHL Import Draft desselben Jahres von den Kootenay Ice ebenfalls in der zweiten Runde an Gesamtposition 85 ausgewählt. Nach einem weiteren Jahr bei KalPa verließ der Angreifer seine Heimat und unterzeichnete im März 2014 einen Zweijahresvertrag beim Frölunda HC aus der Svenska Hockeyligan. In seinem zweiten Jahr in Schweden gewann Lehkonen mit dem Frölunda HC sowohl die schwedische Meisterschaft als auch die Champions Hockey League.
Nach dieser erfolgreichen Spielzeit statteten ihn die Canadiens de Montréal im Mai 2016 mit einem Einstiegsvertrag aus. Im Rahmen der Vorbereitung erspielte sich der Finne einen Platz im NHL-Aufgebot der Canadiens und debütierte somit im Oktober 2016 in der National Hockey League. In seiner ersten Saison erzielte er 18 Tore und wurde somit zum drittbesten Torschützen seines Teams (gemeinsam mit Alexander Radulow), sodass er sich im NHL-Aufgebot der Canadiens etablierte. In den Playoffs 2021 erreichte er mit Montréal das Finale um den Stanley Cup, unterlag dort allerdings den Tampa Bay Lightning mit 1:4.
Nach fast sechs Jahren in Montréal wurde Lehkonen zur Trade Deadline im März 2022 an die Colorado Avalanche abgegeben, wobei die Canadiens weiterhin die Hälfte seines Gehaltes übernahmen. Im Gegenzug wechselten Justin Barron und ein Zweitrunden-Wahlrecht im NHL Entry Draft 2024 nach Montréal. In den Playoffs 2022 errang er mit seinem neuen Team den Stanley Cup.

### International
Lehkonen vertrat sein Heimatland erstmals bei der World U-17 Hockey Challenge 2011, wo die U17 Finnlands den siebten Platz belegte, sowie beim Ivan Hlinka Memorial Tournament 2011, wobei die U18 im Spiel um Platz 3 der russischen Auswahl unterlag. Auf U18-Niveau folgten außerdem ein vierter Platz sowie eine Bronzemedaille bei den U18-Weltmeisterschaften 2012 und 2013. Für die finnische U20-Nationalmannschaft nahm Lehkonen an den U20-Weltmeisterschaften 2013 bis 2015 teil und wurde dabei 2014 Junioren-Weltmeister.
In der A-Nationalmannschaft debütierte der Angreifer in der Saison 2015/16 auf der Euro Hockey Tour. In der Folge nahm er am 4 Nations Face-Off 2025 teil.

## Erfolge und Auszeichnungen
- 2013 Rookie des Jahres der SM-liiga
- 2016 Champions-Hockey-League-Gewinn mit dem Frölunda HC
- 2016 Schwedischer Meister mit dem Frölunda HC
- 2022 Stanley-Cup-Gewinn mit der Colorado Avalanche

### International
- 2013 Bronzemedaille bei der U18-Weltmeisterschaft
- 2014 Goldmedaille bei der U20-Weltmeisterschaft

## Karrierestatistik
Stand: Ende der Saison 2024/25

### International
Vertrat Finnland bei:
| - World U-17 Hockey Challenge 2011 - Ivan Hlinka Memorial Tournament 2011 - U18-Weltmeisterschaft 2012 - U20-Weltmeisterschaft 2013 | - U18-Weltmeisterschaft 2013 - U20-Weltmeisterschaft 2014 - U20-Weltmeisterschaft 2015 - 4 Nations Face-Off 2025 |

(Legende zur Spielerstatistik: Sp oder GP = absolvierte Spiele; T oder G = erzielte Tore; V oder A = erzielte Assists; Pkt oder Pts = erzielte Scorerpunkte; SM oder PIM = erhaltene Strafminuten; +/− = Plus/Minus-Bilanz; PP = erzielte Überzahltore; SH = erzielte Unterzahltore; GW = erzielte Siegtore; 1 Play-downs/Relegation; Kursiv: Statistik nicht vollständig)